# Yukio Endō

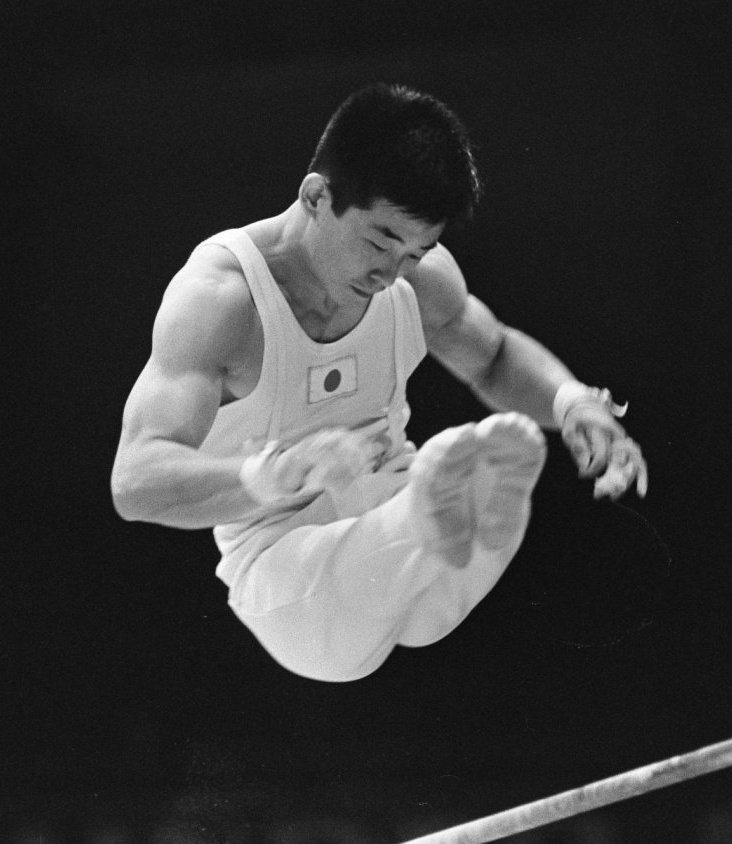
Yukio Endō, 1966

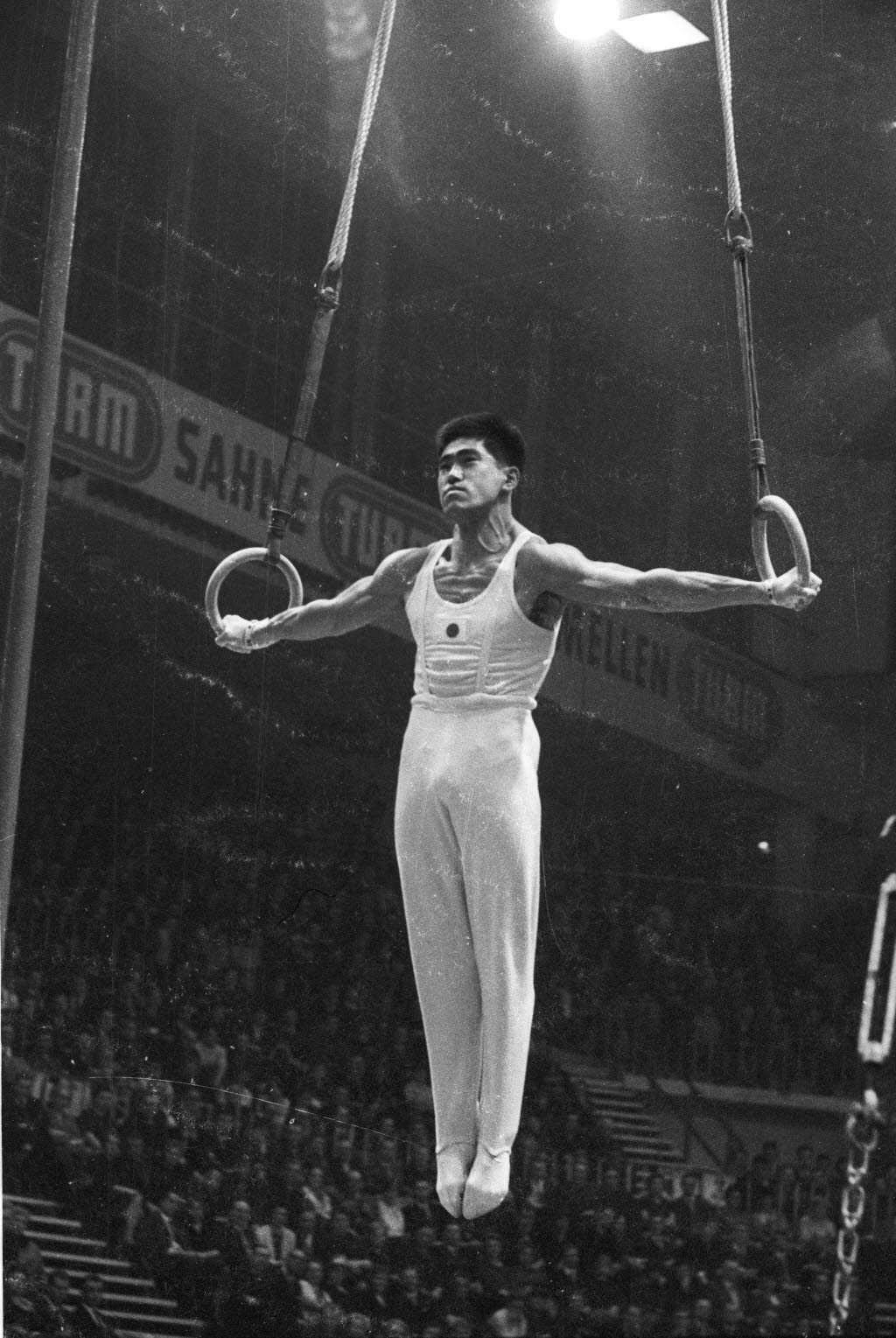
Yukio Endō, 1965

Yukio Endō (japanisch 遠藤 幸雄, Endō Yukio; * 18. Januar 1937 in Akita, Präfektur Akita; † 25. März 2009 in Tokio) war ein japanischer Kunstturner. Er konnte bei Olympischen Spielen fünf Gold- und zwei Silbermedaillen gewinnen und war Erfinder der nach ihm benannten Endo-Grätsche am Reck.

## Wirken
Bei den Olympischen Spielen 1960 in Rom war Endō Mitglied der japanischen Riege, die Gold in der Mannschaftswertung gewinnen konnte. Zwei Jahre später bei den Weltmeisterschaften in Prag gewann Endō insgesamt sieben Medaillen, davon zwei in Gold, lediglich am Seitpferd blieb er ohne Medaille. Im Mehrkampf wurde er Zweiter hinter Juri Titow aus der Sowjetunion.
In Tokio bei den Olympischen Spielen 1964 siegte Endō im Mehrkampf sowie am Barren und mit der Mannschaft, für seine Bodenkür erhielt er Silber hinter dem Italiener Franco Menichelli. Bei den Turnweltmeisterschaften 1966 in Dortmund gewann Endō mit der Mannschaft Gold und in zwei Gerätefinals Silber. Seine letzte große Meisterschaft als aktiver Turner waren die Olympischen Spiele 1968 in Mexiko-Stadt, wo er zum dritten Mal mit der Mannschaft olympisches Gold holte. Im Pferdsprung gewann er Silber hinter Michail Woronin aus der Sowjetunion.
Nach seiner Karriere war Endō Professor an der Nippon-Universität. Mehrfach betreute er als Trainer und Delegationschef das japanische Turnerteam bei Olympischen Spielen. 1999 wurde er in die International Gymnastics Hall of Fame aufgenommen. Endō starb im März 2009 an Speiseröhrenkrebs.

## Internationale Erfolge
- Olympische Sommerspiele 1960
  - Platz 5 im Mehrkampf
  - Platz 4 am Reck
  - Platz 5 im Pferdsprung
  - Platz 1 in der Mannschaftswertung
- Weltmeisterschaften 1962
  - Platz 2 im Mehrkampf
  - Platz 1 am Boden
  - Platz 2 am Reck
  - Platz 2 an den Ringen
  - Platz 3 am Barren
  - Platz 3 im Pferdsprung
  - Platz 1 in der Mannschaftswertung
- Olympische Sommerspiele 1964
  - Platz 1 im Mehrkampf
  - Platz 1 am Barren
  - Platz 2 am Boden
  - Platz 5 am Reck
  - Platz 6 an den Ringen
  - Platz 6 im Pferdsprung
  - Platz 1 in der Mannschaftswertung
- Weltmeisterschaften 1966
  - Platz 2 am Boden
  - Platz 2 am Reck
  - Platz 1 in der Mannschaftswertung
- Olympische Sommerspiele 1968
  - Platz 8 im Mehrkampf
  - Platz 2 im Pferdsprung
  - Platz 6 am Reck
  - Platz 1 in der Mannschaftswertung